# Baryconus gallego
Baryconus gallego är en stekelart som beskrevs av Szabó 1981. Baryconus gallego ingår i släktet Baryconus och familjen Scelionidae. Inga underarter finns listade.